# Helianthemum pannosum
Helianthemum pannosum är en solvändeväxtart som beskrevs av Pierre Edmond Boissier. Helianthemum pannosum ingår i släktet solvändor, och familjen solvändeväxter. Inga underarter finns listade i Catalogue of Life.